# Acura CDX
L'Acura CDX è un'autovettura prodotta dalla casa automobilistica giapponese Acura appositamente per il mercato cinese tra il 2016 e il 2022, quando l'azienda ha deciso di ritirarsi dal mercato cinese stesso.

## Descrizione
L'auto ha fatto il suo debutto al Salone dell'Auto di Pechino nell'aprile 2016; è stata prodotta nello stabilimento Zengcheng di Guangzhou in Cina ed è stata messa in vendita da luglio 2016.
È basata sulla Honda HR-V e utilizza una sospensione anteriore indipendente di tipo MacPherson mentre al posteriore c'è un assale rigido, con ammortizzatori dotati di un sistema di smorzamento adattivo regolabile elettronicamente.
A spingere la vettura c'è un motore da 1,5 litri VTEC Turbo "Earth Dreams" da 134 kW (182 CV) accoppiato a un cambio a doppia frizione a 8 rapporti. È disponibile nelle configurazioni a trazione anteriore o integrale (AWD).
L'Acura CDX accelera da 0 a 100 km/h (62 mph) in 8,6 secondi e in 9,7 secondi nella versione AWD. La velocità massima è limitata elettronicamente a 210 km/h.